# Martina Müller
Martina Müller (Hanóver, Alemania, 11 de octubre de 1982) es una extenista alemana; en su carrera ganó un título de la WTA en individuales y otro en dobles, además de alcanzar el puesto número 33 en el ranking de la WTA.